# Nu’ajma
Nu’ajma – wieś w Syrii, w muhafazie Aleppo, w dystrykcie Manbidż. W 2004 roku liczyła 1248 mieszkańców.